# Raúl Prébisch
Raúl Federico Prébisch Linares (San Miguel de Tucumán, 17 de abril de 1901 – Santiago de Chile, 29 de abril de 1986) fue un político, académico y economista argentino, reconocido por sus aportes a la teoría estructuralista del desarrollo económico. En 1923 comenzó sus actividades como docente universitario y, como funcionario público, asesoró las políticas económicas de los gobiernos conservadores de la década de 1930, siendo Gerente General del Banco Central de la República Argentina, fundado en 1935. En 1947 ingresó a la Comisión Económica para América Latina, institución de la que fue Secretario Ejecutivo entre 1950 y 1963. Tras el derrocamiento del gobierno de Juan Domingo Perón, el presidente de facto Eduardo Lonardi le encargó la redacción de un informe preliminar sobre la situación económica argentina, en donde recomendó, entre otras, medidas de ajuste estructural y la inserción del país al Fondo Monetario Internacional. Tras su renuncia a la dirección de la Cepal asumió el cargo de  secretario general de la Conferencia de las Naciones Unidas sobre Comercio y Desarrollo.
En el plano intelectual, la obra de Prébisch es fundamental en la formulación de la teoría económica conocida como estructuralismo o desarrollismo, aporte latinoamericano a la investigación sobre las condiciones del desarrollo económico. En un artículo publicado en El Trimestre Económico en 1949 expuso la desigualdad creciente de las relaciones comerciales entre las potencias del centro y las regiones periféricas. Sus ideas serían expresadas posteriormente en la noción de una Estructura centro–periferia y de un deterioro de los términos de intercambio, también llamado tesis de Prébisch-Singer.

## Biografía
Su padre, Albin Teodoro  Prebisch, era un granjero alemán protestante originario de  Colmnitz (Sajonia, cerca de Dresde), de clase media y con espíritu fuertemente emprendedor, que había llegado a Jujuy, Argentina, como representante del sistema de correo entre las provincias y la capital de las mensajerías; su madre, Rosa Linares Uriburu, pertenecía a una familia tradicional salteña. Tuvo siete hermanos: Amalia, María Luisa, Ernesto, Julio, Alberto, Rosa Elvira y Lucía, quienes tendrían un papel expectante en el campo de la cultura y los círculos intelectuales del norte argentino. Su hermana Amalia Prebisch fue una poetisa reconocida en Tucumán, casada con Adolfo Piossek, dirigente del Partido Demócrata Nacional, quien fue rector de la Universidad Nacional de Tucumán. Su hermano Julio Prebisch fue un dirigente reformista universitario, quien también presidió el rectorado de dicha universidad. Por su parte, Alberto Prebisch fue un reconocido arquitecto quien trabajó en monumentos y edificios emblemáticos en Tucumán y Buenos Aires. Su madre era pariente de Enrique Uriburu,  quien fue secretario privado del dictador de facto, José Félix Uriburu, además de desempeñarse como ministro de Hacienda, entre 1930 y 1932.
Terminó sus estudios secundarios en Tucumán, y estudió la carrera de contaduría pública en la Universidad de Buenos Aires entre 1918 y 1921. En 1923 comenzó su trabajo docente como profesor de Economía Política en la Facultad de Ciencias Económicas de la Universidad de Buenos Aires, cátedra que ejerció hasta 1948.

## Carrera política

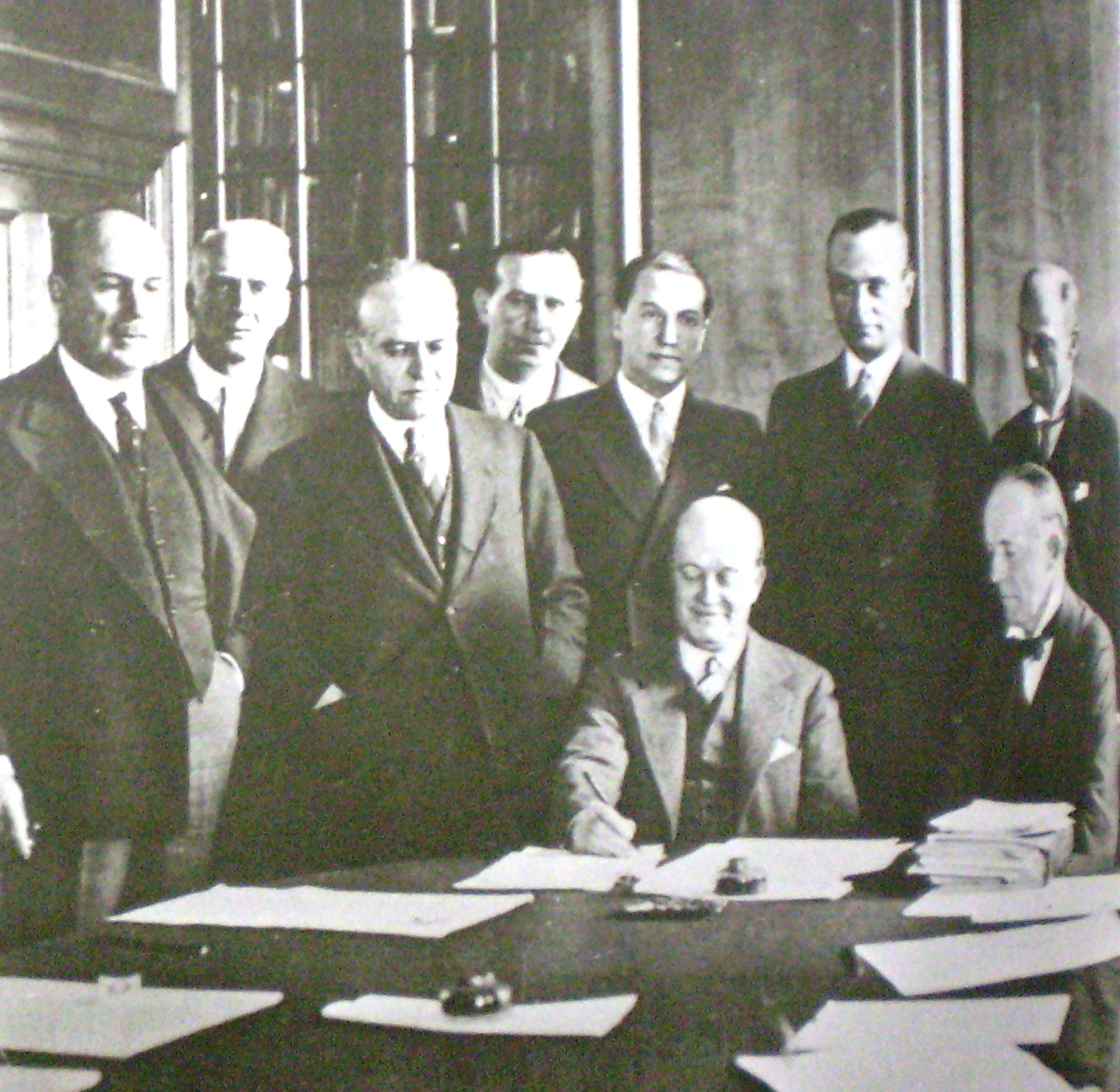
Firma del pacto Roca-Runciman. De pie, justo detrás del vicepresidente Julio Roca, está Raúl Prebisch

Con el golpe de Estado del 6 de septiembre de 1930 asume el dictador Uriburu que lo llevó a la Subsecretaría de Hacienda, iniciando casi una década y media de actividad. Durante la Década Infame a comienzos de 1933 asesoró a Pinedo, ministro de Hacienda, a Duhau, titular de Agricultura, y fue gerente general del BCRA desde su creación, en mayo de 1935.
El 1° de mayo de 1933 se firmó el pacto Roca-Runciman. Prebisch, asesor de Roca, afirmó: "Sigo estimando, y puedo demostrarle a quien quiera, que el acuerdo era lo único que podía hacerse para proteger la exportación argentina del desastre de la gran recesión mundial. No fue un acuerdo dinámico. Fue un acuerdo de defensa, en un mundo económico internacional que se contraía". La capacidad de organización, vitalidad y personalidad de Prebisch gerente del BCRA era antológica. Considerado un destacadísimo y altamente expuesto funcionario de la "década infame" debió renunciar el 4 de junio de 1943 luego del golpe de Estado.
Entre 1930 y 1943 se desempeñó como funcionario público en el Banco Nación y luego en el Ministerio de Hacienda. A partir de 1935 fue uno de los fundadores y primer Gerente General del Banco Central de la República Argentina, cargo que ocupó hasta 1943.

### CEPAL y UNCTAD
Entre 1950 y 1963 fue secretario ejecutivo de la Comisión Económica de las Naciones Unidas para América Latina (CEPAL). Posteriormente, ejerció el cargo de secretario general de la Conferencia de las Naciones Unidas sobre Comercio y Desarrollo (UNCTAD).

### Plan Prébisch
Entre octubre de 1955 y enero de 1956 elaboró, para el gobierno de facto de la autodenominada Revolución Libertadora, un diagnóstico de la situación económica de Argentina y un plan de acción para resolver los problemas económicos.[cita requerida] La propuesta, que incluía la incorporación del país al Fondo Monetario Internacional produjo un rechazo generalizado de todas las fuerzas políticas. Al respecto Arturo Jauretche publica el ensayo El Plan Prebisch: retorno al coloniaje, refutando el informe que Raúl Prebisch había escrito a pedido del régimen de Pedro Eugenio Aramburu. La dureza de su oposición le valdría la persecución política y el exilio en Montevideo.

### Últimos años
En 1984 regresó a Argentina para colaborar en el gobierno de Raúl Alfonsín que salió de las urnas en 1983 como asesor económico. Falleció en Santiago de Chile, en abril de 1986.

## Distinciones
En 1973 fue nombrado doctor honoris causa por la Universidad Complutense de Madrid (España). En 1986 la Fundación Konex le otorgó póstumamente el Premio Konex de Honor, por su aporte a la historia de las humanidades en Argentina.

## Aportes
Escribió numerosas obras, entre las que destacan Introducción a Keynes (1947); El desarrollo económico de la América Latina y algunos de sus principales problemas (1949), considerado por Albert Hirschman como el Manifesto Latino-Americano lo impulsó a la Secretaría Ejecutiva de la CEPAL; Problemas teóricos y prácticos del crecimiento económico (1951); Hacia una dinámica del desarrollo latinoamericano (informe de 1963 a la CEPAL); Transformación y desarrollo: la gran tarea de América Latina (1970); Capitalismo periférico: crisis y transformación (1981).
Junto con Hans Singer, es el creador de la tesis de Prebisch-Singer, que postula un deterioro continuo de la relación real de intercambio de las economías primarias, normalmente periféricas, basado en que la demanda de productos manufacturados crece mucho más deprisa que la de las materias primas. Para revertir está tendencia, se ideó la Industrialización por sustitución de importaciones, también conocida como ISI.
Junto con Fernando Henrique Cardoso y Rosario Green como coordinadora escribió Entorno al estado y el desarrollo.
En una entrevista con los periodistas Neustadt y Juan Alemann quedó plasmado su pensamiento desarrollista en la siguiente cita:

¿Cuál es el problema de la inflación en el fondo? Los EE.UU., por su enorme potencial, se hicieron la ilusión de que podían hacer muchas cosas a la vez: aumento considerable de consumo, inversiones nacionales e internacionales de las empresas transnacionales y un pesado gasto en armamentos que absorbe el 7% del producto nacional. Los gastos de Vietnam, entre 100.000 y 120.000 millones de dólares, acentuaron una inflación relativamente suave hasta ese momento. Para financiar ese gasto no se recurrió, por razones políticas comprensibles, a otras fuentes financieras. Además, se ha desarrollado -en hora buena- el poder político y sindical de la fuerza del trabajo que quiere compartir el aumento de productividad y defender sus ingresos. Estamos en una inflación de tipo social que difiere de la anterior y no tiene corrección dentro del sistema. No hay política monetaria ni en el centro ni en la periferia que pueda contener una inflación de esa naturaleza. Estamos viviendo en un sistema de acumulación y distribución del ingreso que es el resultado de choques de fuerzas y relaciones de poder y no un plan racional de distribución de estos recursos en función de las necesidades colectivas. Lo cual no tiene por qué interferir en la libertad económica. Me horroriza el Estado que se ocupa de todo. Y se ocupa porque tiene que poner parches a todos aquellos aspectos en que el mal funcionamiento del sistema lo lleva a intervenir. ¿Por qué? Porque se abstiene de intervenir en los datos fundamentales: la acumulación y distribución de la que hablamos.".
Raúl Prebisch.

## Obra
- Introducción a Keynes, 1947.
- El desarrollo económico de la América Latina y algunos de sus principales problemas, 1949.
- Crecimiento, desequilibrio y disparidades: interpretación del proceso de desarrollo económico, 1950.
- Problemas teóricos y prácticos del crecimiento económico, 1951.
- La cooperación internacional en la política de desarrollo latinoamericana, 1954.
- Hacia una dinámica del desarrollo latinoamericano, 1963.
- Nueva política comercial para el desarrollo, 1964.
- Hacia una estrategia global del desarrollo, 1968.
- Transformación y desarrollo. La gran tarea de América Latina, 1970.
- Capitalismo periférico. Crisis y transformación, 1981.
- Cinco etapas de mi pensamiento sobre el desarrollo, 1983.